# Наркові
Наркові  (Narkidae) — родина скатів підряду Narcinoidei ряду Електричні скати. Має 6 родів та 12 видів. Інша назва «сплячі електричні скати».

## Опис
Загальна довжина представників цієї родини коливається від 18 до 46 см. Голова велика. Очі маленькі. Морда коротка. Рот невеликий, з широкою складкою на губах. Носові клапани довгі та злиті. Ніздрі розташовані перед ротом. Електричні органи знаходяться з боків голови. Тулуб має дископодібну або овальну форму. Шкіра гладенька, без шипів або горбиків. Грудні плавці мають овальну, круглі або грушоподібні форми. Хвіст потужний, має паличкоподібну форму. На хвості присутній великий плавник.

## Спосіб життя
Це бентофаги, донниі скати. Зустрічаються на глибинах до 350 м. Полюбляють піщаний та муловий ґрунт. Доволі повільні. Живляться безхребетними, багатощетинковими хробаками. Полюють за допомогою струму, наділені потужним електричним струмом.
Це яйцеживородні скати. Тривалий час самиці виношують ембріони.

## Розповсюдження
Мешкають у тропічних водах Індійського океану та західній частині Тихого океану.

## Роди та види
- Рід Crassinarke
  - Crassinarke dormitor Takagi, 1951
- Рід Electrolux  Compagno & Heemstra, 2007
  - Electrolux addisoni Compagno & Heemstra, 2007
- Рід Heteronarce
  - Heteronarce bentuviai Baranes & Randall, 1989
  - Heteronarce garmani Regan, 1921
  - Heteronarce mollis Lloyd, 1907
  - Heteronarce prabhui Talwar, 1981
- Рід Narke
  - Narke capensis Gmelin, 1789
  - Narke dipterygia Bloch & Schneider, 1801
  - Narke japonica Temminck & Schlegel, 1850
- Рід Temera
  - Temera hardwickii Gray, 1831.
- Рід Typhlonarke
  - Typhlonarke aysoni Hamilton, 1902
  - Typhlonarke tarakea Phillipps, 1929